# Globularia valentina
Globularia valentina là một loài thực vật có hoa trong họ Mã đề. Loài này được Willk. mô tả khoa học đầu tiên năm 1850.